# خودمراقبتی

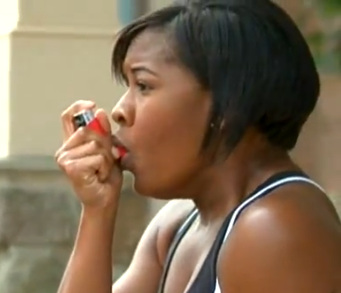
اسپری استنشاقی آسم که حاوی دارو برای درمان آسم است

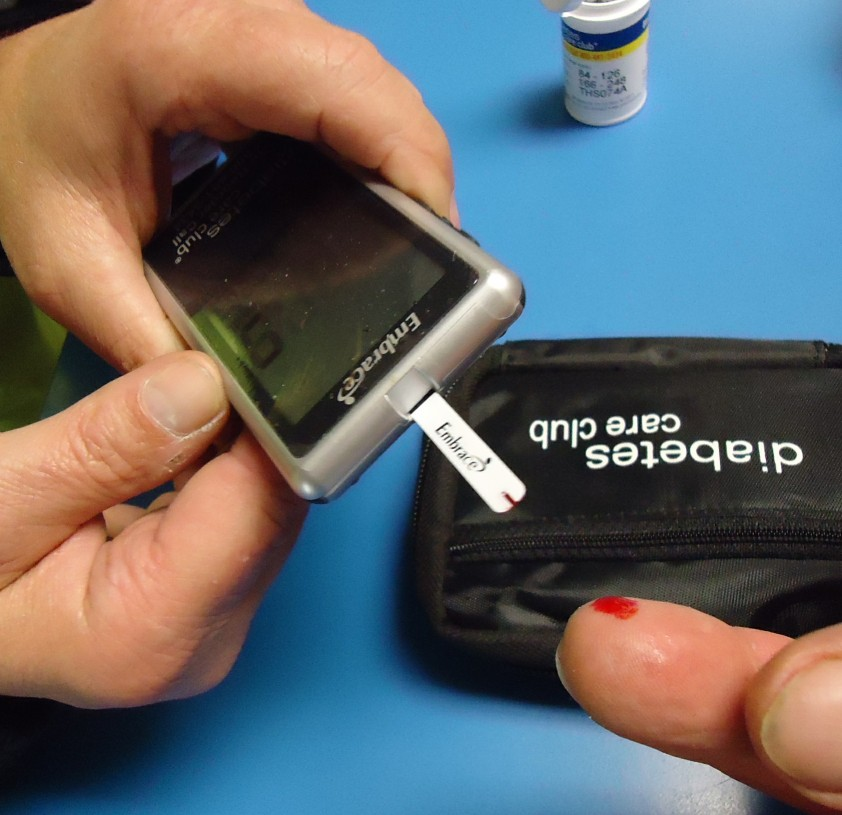
دستگاه تست قند خون برای مبتلایان به دیابت

خودمراقبتی عملی است که در آن، هر فردی از دانش، مهارت، و توان خود به عنوان یک منبع استفاده می‌کند تا به‌طور مستقل از سلامت خود مراقبت کند.  خودمراقبتی کلید تاب آوری است.

## شرح
منظور از بطور مستقل، تصمیم‌گیری دربارهٔ خود و با اتکا به خود است. البته این تصمیم‌گیری می‌تواند شامل مشورت و کسب کمک تخصصی یا غیرتخصصی از دیگران (چه متخصص، چه غیرمتخصص) نیز باشد. اگرچه خودمراقبتی، فعالیتی است که مردم برای تأمین، حفظ و ارتقای سلامت خود انجام می‌دهند؛ ولی گاهی این مراقبت به فرزندان، خانواده، دوستان، همسایگان، هم‌محلی‌ها و همشهریان آنها نیز گسترش می‌یابد. به‌ هر حال، در تعریف خود مراقبتی ۵ ویژگی زیر مستتر است:
1. رفتاری است داوطلبانه
2. فعالیتی است آموخته شده
3. حق و مسئولیتی است همگانی برای حفظ سلامت خود، خانواده و نزدیکان
4. بخشی است از مراقبت‌های نوزادان، کودکان، نوجوانان و سالمندان
5. بزرگسالانی که قادر به خود مراقبتی نیستند، نیازمند دریافت مراقبت‌های بهداشتی از ارائه دهندگان خدمات اجتماعی یا بهداشتی خواهند بود.[۳]

با توجه به مدل ارتقای سلامت فرد محور، به هنگام مواجهه با یک مشکل بهداشتی و برای حفظ و ارتقای سلامت، ۵ منبع اصلی در اختیار اشخاص است که شامل: خودِ شخص، دیگر افراد عادی، متخصصین، اطلاعات موجود و محیط می‌باشند. مراقبت از خود به معنای عملی است که در آن شخص از خود به عنوان یک منبع استفاده و بطور مستقل از دیگران از سلامت خودش مراقبت می‌کند. در اینجا منظور از استقلال عمل، تصمیم‌ گیری برای خویش با اتکای به خود شخص می‌باشد، اما شامل مشورت و کسب کمک تخصصی یا غیرتخصصی از دیگران (چه افراد غیر متخصص و چه متخصصین) نیز می‌شود. عمل خودمراقبتی هر چند یک استراتژی کلی در روند درمان افراد است اما برای مصادیق اجرایی آن باید متناسب با هر بیمار و شرایط فردیی او می بایست شخصی سازی های ویژه ای برای او صورت گیرد و برای همه یکسان نیست لذا نقش آموزش‌های عمومی حوزه سلامت در این زمینه اهمیت فراوانی دارد.
یکی از انواع حداقلی در خودمراقبتی بدین معنی است ما برای حفظ سلامت و شادابی خود، کارهای روزمره کوچکی انجام دهیم تا زندگی بهتر و سالم تری داشته باشیم خود مراقبتی انواع گوناگونی دارد که یکی از آنها خود مراقبتی تدافعی است. که در آن فرد با نگاه هوشمندانه و یا نقاد به روند های درمانی رایج تصمیماتی را اتخاذ می نماید،. خودمراقبتی شامل اقداماتی است آموختنی ، آگاهانه و هدفمند که هر فردی برای خود، خانواده و دیگران انجام می دهد تا سالم بماند، از سلامت جسمی و روانی خود حفاظت کند، نیازهای اجتماعی خود را برآورده سازد، از بیماری ها یا حوادث پیشگیری کند، از ناخوش ها و بیماری های مزمن مراقبت کند و نیز از سلامت خود بعد از بیماری حاد یا ترخیص از بیمارستان حفاظت کند.
توانایی افراد، خانواده‌ها و جوامع برای ارتقای سلامت، پیشگیری از بیماری، حفظ سلامت، و مقابله با بیماری و ناتوانی با یا بدون حمایت یک ارائه‌دهنده مراقبت‌های بهداشتی را خود مراقبتی میگویند.